# Украинский национальный фронт
Украинский национальный фронт (укр. Український національний фронт) — украинская диссидентская организация.
Создана Д. Квецко и З. Красивским в 1964 году. Строилась на идейных принципах ОУН, выступала против русификации, требовала предоставить возможность насильно депортированным украинцам вернуться в УССР.
Издавала нелегальный журнал «Воля та Батьківщина».
Ликвидирована КГБ в 1967 году.